# آينتراخت دويسبورغ
نادي آينتراخت دويسبورغ الرياضي (بالألمانية: Eintracht Duisburg 1848 e.V.) نادي كرة قدم ألماني. تم تأسيس النادي في سنة 1848 باسم «توس دويسبورغ» ويعتبر من أقدم الأندية الرياضية في ألمانيا. اندمج النادي مع نادي دويسبورغ إس في في 1964 ليكونوا نادي آينتراخت دويسبورغ 1848.

## وصلات خارجية
- الموقع الرسمي (بالألمانية)